# Атмисс
Атмисс — река в России, протекает по Каменскому району Пензенской области. Устье реки находится в 93 км от устья реки Атмис по левому берегу. Длина реки составляет 15 км, площадь водосборного бассейна — 101 км².
Исток реки южнее села Александровка в 22 км к юго-востоку от города Каменка. Река течёт на северо-запад по безлесой местности, в верховьях в межень пересыхает. Протекает село Александровка и деревню Курганово. Впадает в Атмис у посёлка Октябрьский в 12 км к юго-востоку от Каменки.

## Данные водного реестра
По данным государственного водного реестра России относится к Окскому бассейновому округу, водохозяйственный участок реки — Мокша от истока до водомерного поста города Темников, речной подбассейн реки — Мокша. Речной бассейн реки — Ока.
Код объекта в государственном водном реестре — 09010200112110000026899.